# Aventure à Sarajevo
Aventure à Sarajevo ist ein von François Craenhals im realistischen Stil gezeichneter frankobelgischer Comic.
Die Fortsetzungsgeschichte mit dem Agenten Delta als Titelheld, der den Auftrag erhalten hat, wichtige Geheimpapiere aus Griechenland zurückzubringen und in Sarajevo daran gehindert wird, erschien erstmals 1960 in der belgischen und französischen Ausgabe von Tintin sowie in der niederländischen Version Kuifje. Ursprünglich plante François Craenhals ein um ein Drittel längeres Spionageabenteuer, das als Auftakt für eine neue Serie dienen sollte, was aber nicht zustande kam.
Lombard begann 1962 mit der Albenausgabe in der Reihe Jeune Europe. Der Wiederveröffentlichung nahm sich 1980 Bédéscope und 1982 Rijperman sowie 1986 Récréabull an.